# Silberschlag (cráter)

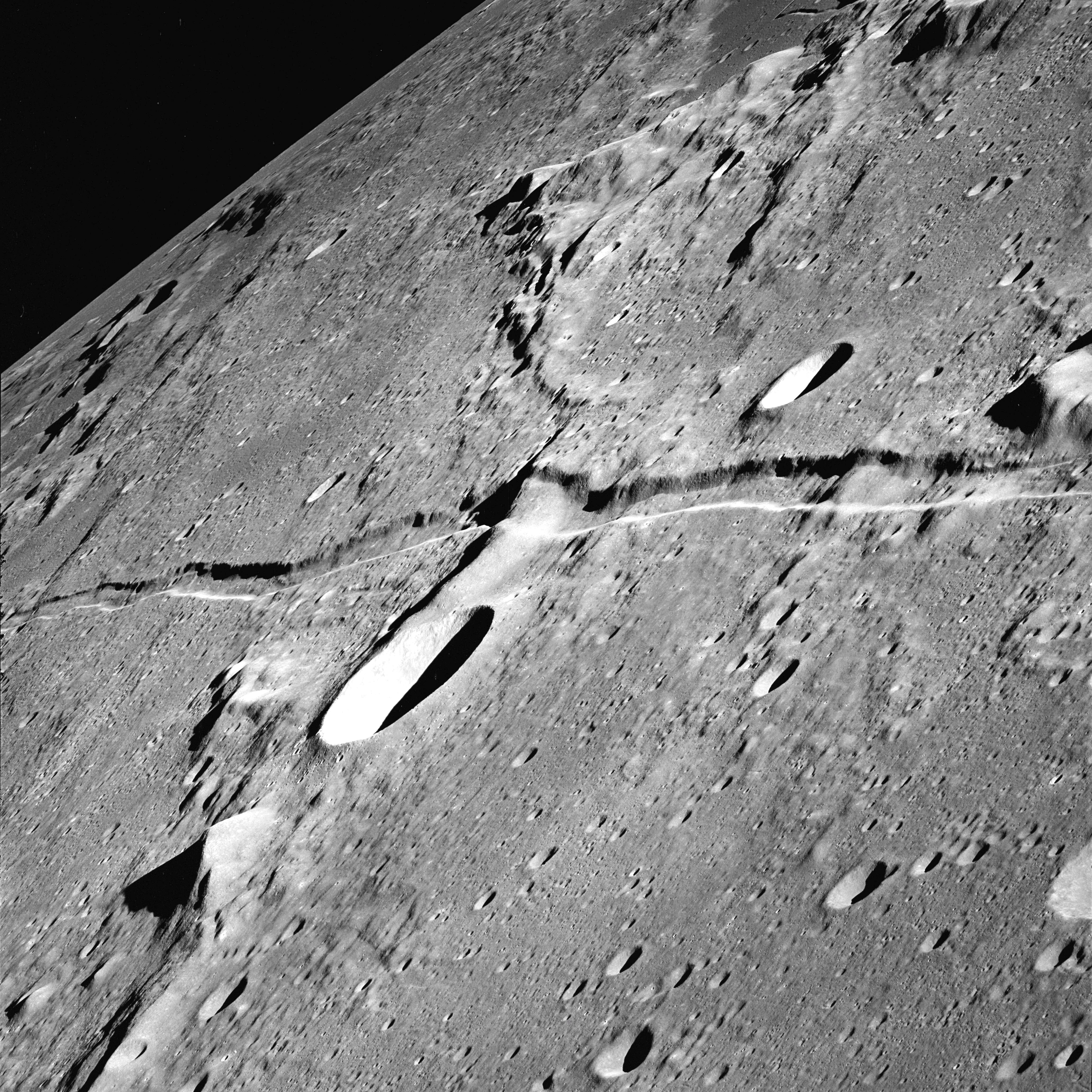
Fotografía de la misión Apolo 10

Silberschlag es un pequeño cráter de impacto circular, situado en la parte central de la Luna. Se encuentra entre los cráteres Agrippa al suroeste y Julius Caesar al noreste. Tiene forma de cuenco y está unido en su borde norte a una pequeña cresta.
|  |

Justo al norte se halla la prominente Rima Ariadaeus, un amplio cañón rectilíneo que discurre en dirección este-sureste. Esta hendidura tiene unos 220 kilómetros de longitud, y continúa hasta la orilla del Mare Tranquillitatis al este.

## Cráteres satélite
Por convención estos elementos son identificados en los mapas lunares poniendo la letra en el lado del punto medio del cráter que está más cerca de Silberschlag.
|              | \| Silberschlag \| Coordenadas \| Diámetro \| \| ------------ \| -------------------------- \| -------- \| \| A \| 6°54′N 13°12′E / 6.9, 13.2 \| 7 km \| \| D \| 7°30′N 11°12′E / 7.5, 11.2 \| 4 km \| \| E \| 5°12′N 12°48′E / 5.2, 12.8 \| 4 km \| \| G \| 5°42′N 13°48′E / 5.7, 13.8 \| 3 km \| \| P \| 6°42′N 12°00′E / 6.7, 12.0 \| 25 km \| \| S \| 8°00′N 12°06′E / 8.0, 12.1 \| 34 km \| |          |
| Silberschlag | Coordenadas | Diámetro |
| A            | 6°54′N 13°12′E / 6.9, 13.2 | 7 km     |
| D            | 7°30′N 11°12′E / 7.5, 11.2 | 4 km     |
| E            | 5°12′N 12°48′E / 5.2, 12.8 | 4 km     |
| G            | 5°42′N 13°48′E / 5.7, 13.8 | 3 km     |
| P            | 6°42′N 12°00′E / 6.7, 12.0 | 25 km    |
| S            | 8°00′N 12°06′E / 8.0, 12.1 | 34 km    |